# Tom Coster
Tom Coster (n. 21 august 1941) este un claviaturist și compozitor american. Născut în Detroit și crescut în San Francisco, Coster a cântat la pian și acordeon în tinerețe, continuându-și studiile la colegiu fiind pentru cinci ani și în trupa Forțelor Aeriene Americane.
1. 1 2  Montreux Jazz Festival Database[*] Verificați valoarea |titlelink= (ajutor);